# Loughborough Students HC

Loughborough Students Logo

Der Loughborough Students HC ist der Hockey-Club der rund 17 km nördlich von Leicester gelegenen Loughborough University. Der in bordeauxfarbenen Hemden und schwarzen Hosen spielende Verein zählt rund 100 aktive Spieler und nimmt neben den Wettbewerben der British Universities Sports Association auch am Ligabetrieb von England Hockey teil. Hockey wurde an den vormaligen Loughborough Colleges bereits Anfang des 20. Jahrhunderts gespielt, die erste Universities Athletic Union of England and Wales Championship wurde 1930 in Birmingham durch ein 1:0 im Finale gegen Bristol gewonnen. 
| Europapokalbilanz Herren Feld |                    |        |       |          |
| Jahr                          | Wettbewerb         | Niveau | Platz | Ort      |
| 2008                          | Euro Hockey League | 1      | VF    | Terrassa |

Nach den Aufstiegen 1997 aus der Midlands Premier League in die England National League Division 1 und 2000 in die England Hockey League ist Loughborough im Feldhockey seither erstklassig. Seit 2003 platzierte sich das Team unter den Top 4 und der 3. Platz in der Saison 2006/2007 bedeutete die erstmalige Qualifikation für einen europäischen Wettbewerb auf dem Feld, nachdem durch die drei Hallenhockey-Meisterschaften 2003 bis 2005 Loughborough bereits drei Hallen-Europacups gespielt hat.
In der Debütsaison 2007/2008 der Euro Hockey League qualifizierte sich die Mannschaft nach zwei Siegen in der Vorrunde gegen Kelburne HC aus Schottland und den Luzerner SC für das Achtelfinale, in dem Royal Antwerpen 2:0 geschlagen wurde. Im Viertelfinale unterlag Loughborough dem deutschen Vizemeister und späterem Sieger Uhlenhorster HC knapp 1:2.

## Erfolge
- Englischer Hallenhockeymeister: 2003, 2004, 2005